# Talghar

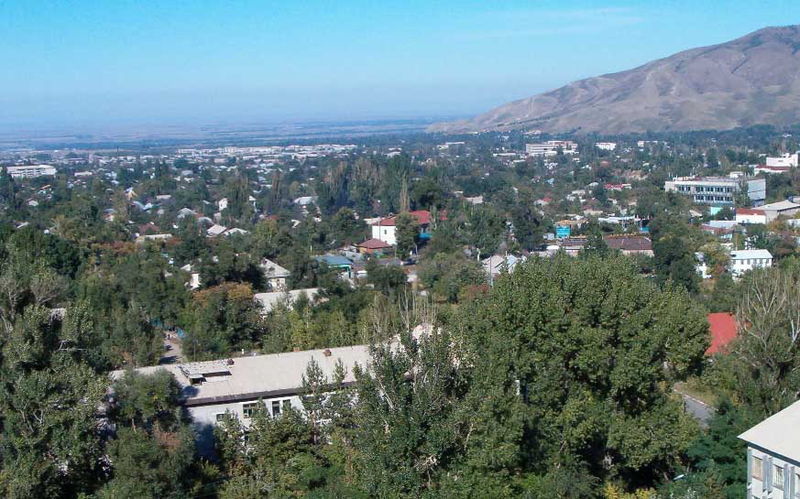
Blick auf Talghar

Talghar (kasachisch Талғар; russisch Талгар Talgar) ist eine Stadt im Süden Kasachstans.

## Geografische Lage
Talghar befindet sich im Süden Kasachstans im Gebiet Almaty an der Nordflanke des Transili-Alatau rund 25 km östlich der ehemaligen Hauptstadt Almaty. Die Stadt durchfließt der gleichnamige Fluss Talghar, der aus Gletscherwasser des nahen Gebirges gespeist wird. Einige Kilometer südlich liegt der Pik Talgar, mit einer Höhe von knapp 5000 Metern der höchste Berg im Transili-Alatau. Talghar ist Verwaltungszentrum des gleichnamigen Bezirks Talghar.

## Geschichte
Nach der Gründung der Festung Wernoje wurde von den örtlichen Behörden die Gründung mehrerer Kosakendörfer rund um Wernoje beschlossen, um die Ostgrenzen des Russischen Reiches zu stärken. Der Ort wurde 1858 als Staniza Sofijskaja (станица Софийская) gegründet. Er entwickelte sich schnell, was durch die günstigen klimatischen Bedingungen für Landwirtschaft bedingt war. Die Bewohner bauten verschiedene Getreidesorten an. 1871 lebten bereits 3256 Menschen im Ort. In den folgenden Jahren wurden erste Industrieunternehmen gegründet, darunter zwei Brennereien und ein Sägewerk. Die 1886 vom russischen Kaufmann Nikita Jakowlewitsch Pugassow gegründete Brennerei ist heute eines der ältesten Lebensmittelunternehmen des Landes. Derselbe Geschäftsmann gründete auch eine Gerberei, die später verstaatlicht wurde und als großer Textilhersteller zu einem wichtigen Arbeitgeber der Stadt wurde. 1908 wurde die Nikolaus-Kirche erbaut.
Im April 1918 organisierte sich in  der Widerstand der Weißen Garde gegen die Errichtung einer kommunistischen Herrschaft durch die Bolschewiki. Nur einen Monat später wurde dieser von der Roten Armee niedergeschlagen und das Dorf zu Ehren des Anführers in Murajewo (Мураево) umbenannt; seinen heutigen Namen trägt Talghar seit 1919. 1934 wurde Talghar Standort einer landwirtschaftlichen Schule, die aus dem nahe gelegenen Alma-Ata hierher verlegt wurde. 1937 wurde eine regionale Krankenpflegeschule eröffnet. 1954 wurde die Schule in die Medizinische Schule Talghar umgewandelt. Am 22. Dezember 1959 bekam Talghar das Stadtrecht verliehen.

## Bevölkerung
Bei der Volkszählung 1999 hatte Talghar 43.353 Einwohner. Die Volkszählung 2009 ergab für den Ort eine Einwohnerzahl von 45.529. Bei der letzten Volkszählung 2021 lebten 63.883 Menschen in Talghar. Die Fortschreibung der Bevölkerungszahl ergab zum 1. Januar 2025 eine Einwohnerzahl von 65.603.
| Einwohnerentwicklung               | Einwohnerentwicklung | Einwohnerentwicklung | Einwohnerentwicklung | Einwohnerentwicklung | Einwohnerentwicklung | Einwohnerentwicklung | Einwohnerentwicklung |
| 1939                               | 1959                 | 1970                 | 1979                 | 1989                 | 1999                 | 2009                 | 2021                 |
| ---------------------------------- | -------------------- | -------------------- | -------------------- | -------------------- | -------------------- | -------------------- | -------------------- |
| 11.159                             | 20.071               | 31.273               | 36.952               | 43.645               | 43.353               | 45.529               | 63.883               |
| Anmerkung: Volkszählungsergebnisse |                      |                      |                      |                      |                      |                      |                      |

## Söhne und Töchter der Stadt
- Ysmajyl Jussupow (1914–2005), Politiker
- Maria Eichwald (* 1974), Balletttänzerin
- Schassulan Qydyrbajew (* 1992), Gewichtheber
- Juri Natarow (* 1996), Radrennfahrer
- Jan Worogowski (* 1996), Fußballspieler
- Aqmal Baqtijarow (* 1998), Fußballspieler